# Tankred (Vorname)
Tankred ist ein männlicher Vorname.
Tankred (dt. Form: Dankrad, Tankrad) ist germanischer Herkunft. Er setzt sich zusammen aus „danc“ = das Denken, der Gedanke, der Dank und „rad“ = der Rat, der Ratschlag, der Ratgeber.
Der Name Tankred wurde als Tancrad / Tancred von den Nord-Franzosen verwendet, die zum Teil fränkischer Herkunft waren. In Italien wurde etwas später dieser Name Tancrad / Tancred zu Tancredo (Vorname) und Tancredi (Vorname und Nachname), als sich Normannen aus der Normandie im 11. Jahrhundert auch in Süditalien niederließen, ebenfalls Reiche gründeten und bis zum 13. Jahrhundert dort herrschten. Der moderne französische Vorname Tancrède wurde seinerseits von dem italienischen oder lateinischen abgeleitet.
Der französische Familienname Tanqueray (auch: Tanquerey, Tanqueret), der aus der Normandie stammt, leitet sich von Tancrad her.

## Namensträger

### Historische Zeit
- Gibica (um 5. Jahrhundert), als Dankrad sagenhafter Vater der burgundischen Könige des Nibelungenliedes
- Tankrad, Abt vom Kloster Prüm (810–829)
- Tankred von Bologna (um 1185–1234/36), Rechtslehrer in Bologna
- Tankred von Hauteville († 1041), normannischer Adliger des 11. Jh., dessen Söhne Reiche in Süditalien gründeten, Stammvater der Familie Hauteville.
- Tankred von Hazart († nach 1170), Herr von Azaz im Fürstentum Antiochia
- Tankred von Lecce (um 1138–1194), König von Sizilien
- Tankred von Tiberias (1072–1112), Fürst von Galiläa

### Zeitgenössische Namensträger
- Tankred Dorst (1925–2017), deutscher Schriftsteller und Dramatiker
- Tankred Lerch  (* 1970),  deutscher Autor, Drehbuchautor und TV-Producer
- Tankred Schipanski (* 1976), deutscher Politiker (CDU)
- Tankred Stöbe (* 1969), deutscher Internist und Rettungsmediziner
- Thomas Tankred Tabbert (* 1968), deutscher Medienwissenschaftler, Publizist und Konzeptkünstler